# Джек, Джамал
Джамал Джек (англ. Jamal Jack; род. 17 декабря 1987, деревня Шарлотвилл, остров Тобаго, Тринидад и Тобаго) — тринидадский футболист, защитник.

## Карьера
Начинал свою карьеру в клубе «Тобаго Юнайтед». Затем Джек выступал за ряд других местных команд. Вместе с «Сентралом» защитник становился чемпионом страны. Помимо этого, тринидадец выигрывал первенство Гайаны с «Альфа Юнайтед».
15 декабря 2016 года Джек подписал однолетний контракт с опцией продления ещё на один год с американским клубом «Питтсбург Риверхаундс» из USL. За «Хаундс» дебютировал 25 марта 2017 года в матче стартового тура сезона против «Нью-Йорк Ред Буллз II». 26 августа 2017 года в матче против «Бетлехем Стил» забил свой первый гол за «Хаундс». По окончании сезона 2017 «Питтсбург Риверхаундс» не стал продлевать контракт с Джеком.
В начале 2018 года Джек присоединился к клубу «Колорадо-Спрингс Суитчбакс». За «Суитчбакс» дебютировал 17 марта 2018 года в матче стартового тура сезона против «Лос-Анджелес Гэлакси II». 14 апреля 2018 года в матче против «Рино 1868» забил свой первый гол за «Суитчбакс». 21 декабря 2018 года Джек продлил контракт с «Колорадо-Спрингс Суитчбакс» на сезон 2019.

## Сборная
За сборную Тринидада и Тобаго Джек дебютировал 29 февраля 2012 года в товарищеском матче против Антигуа и Барбуды, в котором его национальная команда добилась уверенной победы со счётом 4:0. Всего за «Сока уорриорз» защитник провёл четыре игры.

## Достижения

### Национальные
- Чемпион Тринидада и Тобаго (2): 2014/15, 2015/16.
- Чемпион Гайаны (1): 2013/14.
- Обладатель Кубка Тринидада и Тобаго (1): 2010/11.
- Обладатель Суперкубка Тринидада и Тобаго (1): 2014.

### Международные
- Победитель Карибского клубного чемпионата (2): 2015, 2016.